# 小村庄站
小村庄站是青岛地铁1号线的地铁车站，位于中华人民共和国山东省青岛市市北区人民路与重庆南路交叉口北侧，于2021年12月30日开通。

## 车站结构
小村庄站位于人民路与重庆南路交叉口北侧，沿人民路设置，呈南北走向，为地下两层岛式站台车站，车站长202.4米，车站地下一层为站厅层，地下二层为站台层，站台设置全高站台门。
| 地面              | 出入口 | A、C1、C2、D出入口                                                                                              |
| 地下一层          | 站厅   | 客服中心、自动售票机、验票机                                                                                    |
| 地下二层          | 站台   | \| \| \| 1号线往东郭庄（北岭） \| \| 島式 · 開左邊车门 \| \| \| \| \| \| 1号线往王家港（海泊桥（海慈医疗）） \| |
|                   |        | 1号线往东郭庄（北岭）                                                                                           |
| 島式 · 開左邊车门 |        | |
|                   |        | 1号线往王家港（海泊桥（海慈医疗））                                                                             |

## 出入口
小村庄站目前开放4个出入口，近C2出入口设地下连通道通向毗邻的悦荟，各出口及周围设施如下所示：
| 编号                | 指示                   | 建议前往的目的地                                   | 图片 |
| ------------------- | ---------------------- | -------------------------------------------------- | ---- |
| A · 出口            | 人民路(西)，平安路(北) | 青岛长途汽车站，南山公园，青岛大学附属医院市北院区 |      |
| C · 1 · 出口        | 人民路(东)             | 青岛人民路第一小学                                 |      |
| C · 2 · 出口        | 人民路(东)             | 悦荟                                               |      |
| D · 出口 · （设有） | 重庆南路(北)           | 青岛利群四方购物广场                               |      |
| 图例： 设有         |                        |                                                    |      |

## 接驳交通

### 公交车
- 小村庄：1路，30路，126路，209路，229路，302路，309路，319路环行，326路，362路，366路，367路，371路，378路环行，413路，602路，761路，765路

## 车站历史
本站工程名与正式站名均为小村庄站，以车站所处的小村庄社区命名。
- 2018年07月25日，车站主体拱部导洞贯通[4]。
- 2021年12月30日，车站随1号线南段通车开通[1]。
- 2023年11月1日，车站C2出入口开通[5]。